# Enmienda Mirguet
La enmienda Mirguet es la forma con la que se conoció popularmente a la sub-enmienda n°. 9 a la enmienda n°. 8 de la comisión de asuntos culturales para el artículo 38 relativo a la «Constitución de medidas necesarias para luchar contra ciertas plagas sociales» en Francia.
Esta sub-enmienda fue votada (por 323 votos a favor y 131 en contra) en la Asamblea Nacional el 18 de julio de 1960, por iniciativa de Paul Mirguet (1911-2001), un diputado de Union pour la nouvelle République (gaullista) de 48 años en la época, conocido por su homofobia y su racismo. Su finalidad era combatir la homosexualidad, ya que esta fue clasificada como «plaga social» en una lista, al mismo nivel que el alcoholismo, la tuberculosis, la adicción a las drogas, el proxenetismo y la prostitución. Fue introducida  La ley fue promulgada el 30 de julio de 1960. Los diputados que votaron en contra de la ley lo hicieron sobre todo en apoyo del lobby del alcohol.
Así, una ley del 25 de noviembre de 1960 completaba el artículo 330 previendo multiplicar por dos las penas máximas por «ultraje público al pudor», «cuando consista en un acto contra natura con un individuo del mismo sexo», es decir «en el caso de relaciones homosexuales» (párrafo del artículo 2 de la ordenanza n°. 60-1245 relativa a la lucha contra el proxenetismo del artículo 330, suprimido y reemplazado en 1994 por el artículo 222-32).
Además Paul Mirguet impulsó la supresión progresiva de los urinarios públicos que se habían convertido en lugares de encuentro y ligue para los homosexuales.
Francia adoptó en 1968 la clasificación de la Organización mundial de la salud sobre las enfermedades mentales, en la que figuraba hasta 1993 la homosexualidad.
La evolución en la opinión pública en la década de 1970 y las reivindicaciones de los movimientos como el Front homosexuel d'action révolutionnaire (FHAR), llevaron a la desaparición de estas disposiciones discriminatorias de la ley francesa en 1982.